# Черната пантера (филм)
„Черната пантера“ (на английски: Black Panther) е американски супергеройски филм от 2018 г. за едноименния персонаж на Марвел Комикс. Режисьор е Райън Куглър, който е и сценарист заедно с Джо Робърт Коул. Това е 18-ият филм в киновселената на Марвел. Премиерата в САЩ е на 16 февруари 2018 г.

## Резюме
След събитията в „Капитан Америка: Войната на героите“, крал Т'Чала се завръща у дома, при технологично напредналия африкански народ на Уаканда, за да служи като новия им лидер. Но скоро Т'Чала открива, че е предизвикан за трона от различни хора, вътре в нацията. След като двама врагове заговорничат, за да унищожат Уаканда, героят, известен като Черната Пантера, трябва да се съюзи с агента на ЦРУ Еверет Рос и воините на Дора Миладже (елитни специални сили на Уаканда), за да предотвратят влизането на Уаканда в световна война.

## Актьорски състав
| Актьор                 | Роля                                 |
| ---------------------- | ------------------------------------ |
| Чадуик Боузман         | Т'Чала / Черната пантера             |
| Майкъл Джордан         | Н'Джадака / Ерик Стивънс / Килмонгър |
| Мартин Фрийман         | Еверет Рос                           |
| Данай Гурира           | Окойе                                |
| Лупита Нионг'о         | Накиа                                |
| Летиша Райт            | Шури                                 |
| Анджела Басет          | Рамонда                              |
| Уинстън Дюк            | М'Баку / Човекът-маймуна             |
| Анди Съркис            | Юлисиъс Клоу                         |
| Флоренс Касумба        | Айо                                  |
| Даниул Калууя          | Уа'Каби                              |
| Форест Уитакър         | Зури                                 |
| Джон Кани Атандуа Кани | Т'Чака                               |
| Стерлинг Браун         | Н'Джобу                              |
| Себастиан Стан         | Джеймс „Бъки“ Барнс / Зимният войник |
| Стан Лий               | Играч на рулетка                     |